# Kyuss
Kyuss ['kaɪ.əs] war eine Stoner-Rock-Band aus Palm Desert, Kalifornien. Die Band gilt als Begründer des Genres und war zugleich Vorbild für zahlreiche andere Stoner-Rock-Bands. Da der Sound in keine bestehende Schublade passte, beschrieb die Band ihn selbst als Desert Rock – „Wüstenrock“ –, heute Synonym für Stoner Rock. Stilprägend waren unter anderem tiefer gestimmte Gitarren, die z. T. sogar durch Bassverstärker gespielt wurden.

## Bandgeschichte
Die Band begann 1988 unter dem Namen „Katzenjammer“, änderte diesen 1989 in „Sons of Kyuss“ und 1991 in „Kyuss“. Das erste Demo-Album erschien unter dem Bandnamen Sons of Kyuss. Die Band benannte sich nach einem düsteren Hexer aus dem „Dungeons & Dragons“-Rollenspiel-Hintergrund „Greyhawk“. Sie spielte zunächst vor allem auf den (vom Freundeskreis um Josh Homme initiierten) „Generator Partys“, die in der Wüste vor Palm Desert stattfanden und schnell Berühmtheit erlangten. Der Name der Partys rührt daher, dass der Strom für die Anlage in der Wüste von Stromaggregaten geliefert werden musste. Dass die Auftritte vor den Toren der Stadt stattfanden, lag daran, dass in Palm Desert sehr viele alte Leute leben und die sehr lauten Konzerte in der Stadt zu Beschwerden geführt hätten.
Die Anfangsbesetzung war: John Garcia (Gesang), Josh Homme (Lead-Gitarre), Nick Oliveri (Rhythmus-Gitarre), Chris Cockrell (Bass) und Brant Bjork (Schlagzeug). Während der Aufnahmen zur Demo-EP Sons of Kyuss verließ Oliveri die Band, nach der Veröffentlichung nahm Oliveri Cockrells Position am Bass ein und spielte kurz darauf mit seinen Bandkollegen ihr erstes Album Wretch ein, welches zum größten Teil aus Neuaufnahmen ihrer Demo-Lieder besteht. Dieses Frühwerk zeichnet sich vor allem durch einen hohen Anteil an Doom-Riffs, gepaart mit Elementen des Psychedelic Rock aus und wird dem Stoner Doom zugeordnet.
Bereits in kurzer Zeit strichen die ohnehin groove-orientierten Kyuss große Anteile des schweren und rohen Metals und prägten somit den Stoner Rock der Szene des Palm Desert. 1992 veröffentlichten Kyuss ihr zweites Album Blues for the Red Sun, welches von Chris Goss (Masters of Reality) produziert wurde und ihnen den Durchbruch aus der Underground-Szene bescherte. Letzterer sollte die Band fortan bei allen Projekten unterstützen, was sich nach Meinung vieler Kritiker auch im Sound der folgenden Alben manifestierte. Nach der Veröffentlichung von Blues for the Red Sun verließ Oliveri erneut und endgültig die Band und wurde von Scott Reeder ersetzt. Im Jahr 1993 spielte die Band den Nachfolger Welcome to Sky Valley ein, konnte es aber erst 1994 veröffentlichen, da das Plattenlabel Probleme bereitete. Es war das letzte Album, an dem Schlagzeuger Brant Bjork beteiligt war, der sich mit Alfredo Hernández schon einen Nachfolger ausgesucht hatte. Mit dieser letzten Besetzung gingen sie mit dem Album Welcome to Sky Valley auf Tour, ehe sie sich ins Studio zurückzogen, um einen Nachfolger zu produzieren. Mitte 1995 wurde mit …And the Circus Leaves Town ihr letztes Album veröffentlicht, ehe sich die Band im Oktober 1995 trennte. Nach der Trennung wurde eine Split-EP mit Queens of the Stone Age, Josh Hommes neuer Band, sowie ein Best-of-Album veröffentlicht.

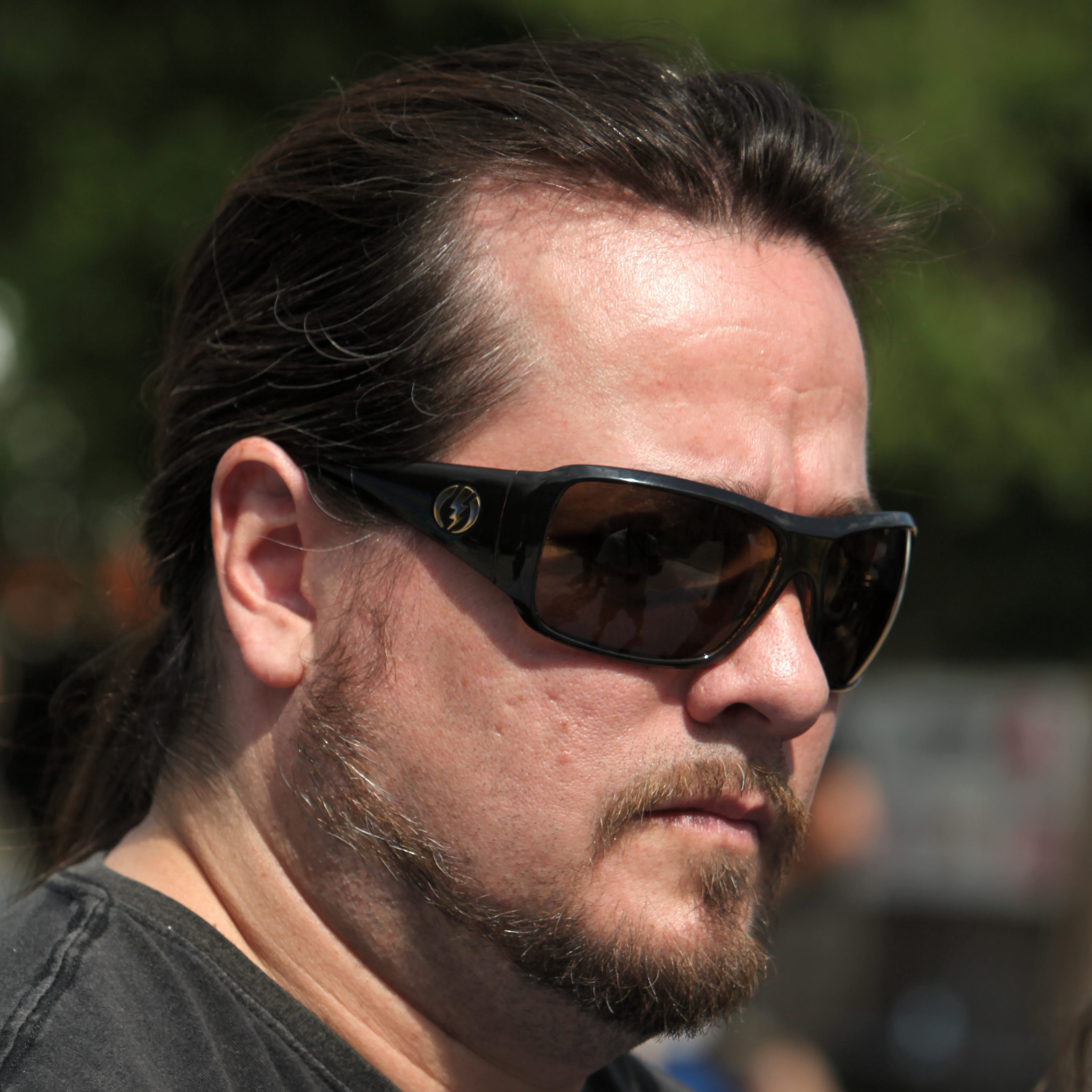
John Garcia mit Kyuss Lives! beim Eurockéennes de Belfort 2011

Nach der Auflösung 1995 wirkte John Garcia bei unzähligen anderen Stoner-Projekten mit und veröffentlichte unter anderem eine Vier-Track-EP (Special Edition: plus fünf Bonustracks) seines eigenen Projektes Slo Burn. Danach sang Garcia in der Band Unida, die ein Album veröffentlicht hat. Ein zweites Album der Band Unida wurde zwar fertiggestellt, jedoch nie veröffentlicht. Zurzeit singt Garcia in der Band Hermano, die 2004 ihr zweites und 2007 ihr drittes Album veröffentlichte. Teile der Band (vor allem der Songwriter und Gitarrist Josh Homme) formierten sich später neu zu den Queens of the Stone Age, die es auch zu kommerziellem Erfolg brachten. Auch Schlagzeuger Brant Bjork widmete sich nach seinem Bandausstieg 1994 weiteren Musikprojekten. So spielte er von 1997 bis 2001 Schlagzeug bei Fu Manchu und startete 1999 seine Solokarriere, aus der bisher neun Studioalben entstanden sind.
Im Februar 2010 wurde bekannt, dass Sänger John Garcia zusammen mit Bruno Fevery (Gitarre), Jacques de Haard (Bass) und Rob Snijders (Schlagzeug) unter dem Motto Garcia Plays Kyuss live auftreten wird. Per Abstimmung über Garcias persönliche MySpace-Seite durften Fans bestimmen, welche Songs gespielt werden sollten.
Im Jahr 2011 gingen John Garcia, Nick Oliveri und Brant Bjork mit Unterstützung von Bruno Fevery an der Gitarre auf Tour unter dem neuen Bandnamen Kyuss Lives!. Aufgrund eines Rechtsstreits mit Homme mussten sie allerdings Ende 2012 ihren Namen in Vista Chino ändern.

## Diskografie

### Studioalben
- 1991: Wretch
- 1992: Blues for the Red Sun
- 1994: Welcome to Sky Valley
- 1995: …And the Circus Leaves Town

### Weitere Alben
- 1990: Sons of Kyuss (Demo)
- 1994: Live at the Marquee-Club (Promo-Live-EP)
- 1996: Shine!/Short Term Memory Loss (Split mit Wool)
- 1997: Kyuss/Queens of the Stone Age (Split mit Queens of the Stone Age)
- 2000: Muchas Gracias: The Best of Kyuss (Best-Of-Album)

### Singles
- 1992: Thong Song
- 1993: Green Machine
- 1994: Demon Cleaner
- 1995: Gardenia
- 1995: One Inch Man
- 1996: Into the Void (Black-Sabbath-Cover)